# 萨尔米耶什
萨尔米耶什（法語：Salmiech，法語發音：[salmjɛʃ]）是法国阿韦龙省的一个市镇，属于罗德兹区。

## 地理
萨尔米耶什（44°10'53"N, 2°34'15"E）面积28.16 平方千米，位于法国奧克西塔尼大區阿韦龙省，该省份为法国南部内陆省份，位于法國中央高原南部，北起顺时针与康塔爾省、洛泽尔省、加尔省、埃罗省、塔恩省、塔恩-加龙省和洛特省接壤。
与萨尔米耶什接壤的市镇（或旧市镇、城区）包括：阿尔维约、奥里阿克拉加斯、卡萨涅贝戈内斯、孔普拉-格朗维尔、特雷穆耶。

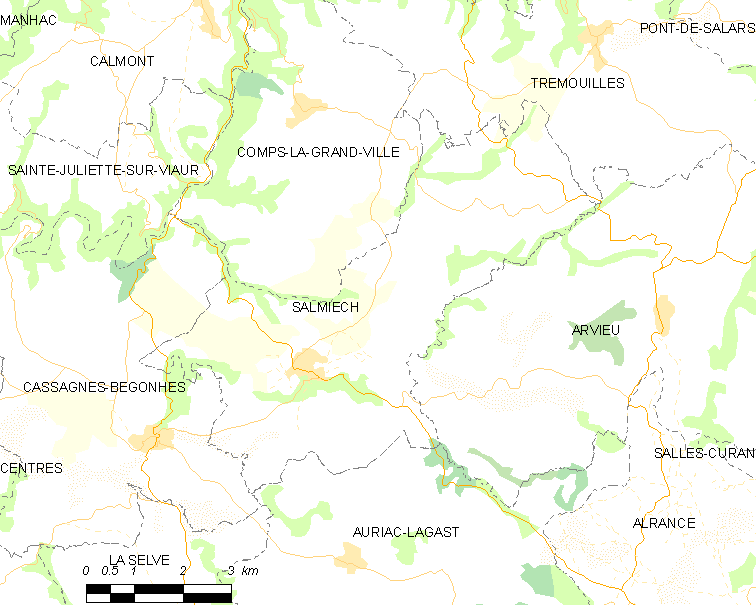
萨尔米耶什的OSM定位图

萨尔米耶什的时区为UTC+01:00、UTC+02:00（夏令时）。

## 行政
萨尔米耶什的邮政编码为12120，INSEE市镇编码为12255。

## 政治
萨尔米耶什所属的省级选区为雷基斯塔奈山县。

## 人口

1962-2008年间萨尔米耶什人口变化图示

萨尔米耶什于2022年1月1日时的人口数量为764人。